# Willian Oliveira
Willian Osmar de Oliveira Silva, mais conhecido como Willian Oliveira, Willian ou simplesmente Oliveira (Junqueirópolis, 16 de maio de 1993), é um futebolista brasileiro que atua como volante. Atualmente, defende o Vitória.

## Carreira

### Fluminense
Nascido em Junqueirópolis, São Paulo, Willian Oliviera iniciou sua carreira no Fluminense em 2012. Sua estreia aconteceu em 26 de março de 2013, entrando como substituto na vitória em casa por 2–1 sobre o Atlético Paranaense, pelo Campeonato Brasileiro de 2013.
Willian teve poucos jogos com camisa do Fluminense, atuando apenas em 14 ocasiões. Durante a temporada de 2013, chegou a ter uma sequência de 10 jogos pelo time. Na época, era dito que ele era o “pulmão” do meio campo tricolor.

### Sport
Em 22 de junho de 2014, foi oficializado o empréstimo de Willian Oliveira ao Sport, assinando contrato com o Sport até maio de 2015 e ele já chega com o valor de passe estipulado caso o Sport decida adquirir o atleta em definitivo. Sua estreia aconteceu em 20 de julho, após entrar como substituto em um empate por 0–0 contra o Goiás, pelo Campeonato Brasileiro de 2014.
Em 2 de junho de 2015, foi anunciado que Willian não iria renovar com o Sport, retornando assim ao seu clube de origem. Pelo Sport, Willian fez 10 partidas e não marcou nenhum gol.

### Goiás
Após um longo tempo sem ser aproveitado no seu retorno ao Fluminense, em 1 de janeiro de 2016, o Goiás confirmou o empréstimo de Willian Oliveira ao clube. Sua estreia aconteceu em 31 de janeiro, quando entrou de titular na vitória fora de casa por 2–0 sobre o Vila Nova, pelo Campeonato Goiano de 2016.
Pelo Goiás, esteve presente em 23 partidas, mas não marcou nenhum gol. Esteve presente na equipe que venceu o Campeonato Goiano de 2016.

### Mirassol
Em 11 de janeiro de 2017, foi anunciado o empréstimo de Willian Oliveira ao Mirassol. Sua primeira partida no clube do interior paulista aconteceu em 5 de fevereiro, quando sua equipe venceu em casa o Red Bull Brasil por 2–0, pelo Campeonato Paulista de 2017. Marcou seu primeiro gol na carreira em 3 de março, quando sua equipe foi derrotada por 3–1 para o Botafogo-SP fora de casa, marcando o único gol do Mirassol na partida.
Pelo Mirassol, participou de 14 partidas e marcou um gol, todas de titular.

### América Mineiro
Em 17 de maio de 2017, foi anunciado a contratação por empréstimo de Willian Oliveira ao América Mineiro. Sua estreia aconteceu em 6 de junho, quando entrou de titular em uma vitória em casa sobre o Ceará por 1–0 em casa, pela Série B de 2017.
Pelo América Mineiro, participou de 9 partidas e não marcou nenhum gol, esteve presente na equipe que venceu a Série B de 2017.

### Botafogo-SP
Em 20 de dezembro de 2017, após ser campeão da Série B de 2017 com o América Mineiro, Willian Oliveira foi apresentado pelo Botafogo-SP, por um contrato de empréstimo. Estreou pela equipe em 18 de janeiro, começando como titular em uma derrota fora de casa para o Bragantino por 2–0, inclusive marcando um gol contra na partida, pelo Campeonato Paulista de 2018.
Pelo Botafogo-SP, participou de 8 jogos e não marcou nenhum gol.

### Guarani
Em 23 de abril de 2018, Willian Oliveira foi emprestado ao Guarani por um contrato até o fim da temporada. Sua primeira partida aconteceu em 5 de junho, quando entrou como substituto em uma vitória fora de casa por 2–1 contra o CSA, pela Série B de 2018.
Pelo Guarani, participou de 25 partidas e não marcou nenhum gol, revezando entre o banco de reservas e a titularidade.

### Retorno ao Botafogo-SP
No dia 7 de dezembro de 2018, após terminar de disputar a Série B de 2018 com o Guarani, foi anunciado que Willian Oliveira foi contratado em definitivo para o seu retorno ao Botafogo-SP, o que foi confirmado apenas em 1 de janeiro de 2019. Sua reestreia pelo clube aconteceu em 20 de janeiro, entrando como titular em um empate em casa por 1–1 contra o São Bento, pelo Campeonato Paulista de 2019.
Seu primeiro gol aconteceu em 15 de fevereiro, quando sua equipe foi derrotada fora de casa por 3–1 para o Red Bull Brasil, marcando o único gol de sua equipe no jogo, pelo Campeonato Paulista de 2019. Willian revelou ter atuado boa parte do estadual com dores na coxa, porém, preferiu permanecer ativo por conta da situação ruim que o Botafogo-SP estava na tabela. Inclusive marcando dois gols nas duas partidas de ida e volta contra o Oeste, pelo Campeonato Paulista do Interior de 2019, aonde foi eliminado pelo mesmo na disputa de pênaltis.
Pelo Botafogo-SP, foi titular absoluto em diversas oportunidades, realizou 32 partidas e marcou 3 gols.

### Chapecoense
No dia 3 de junho de 2020, foi anunciado a contratação de Willian pela Chapecoense, firmando um vínculo definitivo com o clube até maio de 2021. Fez sua estreia em 8 de julho, entrando como titular na vitória em casa por 2–0 sobre o Avaí, pelo Campeonato Catarinense de 2020.
O volante Willian Oliveira chamou atenção por sua boa atuação na Chapecoense, se tornando essencial para o sistema de jogo do técnico Umberto Louzer, sendo titular absoluto da equipe na temporada, além de cair nas graças da torcida da Chapecoense. Pelo clube catarinense, Willian esteve presente em 39 jogos e não marcou nenhum gol. Esteve presente na equipe que venceu o Campeonato Catarinense de 2020 e a Série B de 2020.

### Ceará
Em 17 de fevereiro de 2021, após uma boa campanha com a Chapecoense, Willian Oliveira foi anunciado pelo Ceará, com contrato firmado até dezembro de 2022.
Pelo clube, Willian Oliveira participou de 25 jogos em 2021, sendo 18 deles como titular. 

### Cruzeiro
Com um bom histórico em campanhas de acessos à Série A, Willian foi contratado pelo Cruzeiro em janeiro de 2022, por empréstimo do Ceará. O volante foi a segunda contratação da era Ronaldo com a SAF.
Sendo protagonista defensivo no ótimo início do Cruzeiro de Paulo Pezzolano, Willian marcou o gol da vitória por 1–0 sobre o Náutico em Recife, no dia  15 de maio. O jogador não marcava desde 2019 e dedicou o gol a sua filha que nasceu no dia seguinte, também aniversário de Willian.

### Retorno ao Goiás
No dia 27 de dezembro de 2022, o Goiás anunciou o retorno de Willian Oliveira, que retornou ao time após sete anos. Sua reestreia aconteceu no dia 12 de janeiro de 2023, entrando como titular em uma vitória em casa por 1–0 sobre a Aparecidense, pelo Campeonato Goiano. Marcou seu primeiro gol pelo clube no dia 5 de fevereiro, quase um mês depois da sua estreia, em uma vitória em casa por 3–0 sobre o Grêmio Anápolis.
Na sua segunda passagem pelo Goiás, ele disputou 55 jogos e marcou um gol. O jogador foi titular durante boa parte do Brasileirão, especialmente com o técnico português Armando Evangelista. O atleta, no entanto, conviveu com críticas da torcida durante a temporada.

### Vitória

#### 2024
Após não chegar em um acordo para renovar seu contrato com o Goiás, no dia 7 de dezembro de 2023, Willian Oliveira confirmou seu acerto com o Vitória. Willian foi anunciado no dia 3 de janeiro de 2024, como parte do "pacotão" de reforços junto com o zagueiro colombiano Cristián Zapata, o lateral-direito paraguaio Raúl Cáceres, o atacante equatoriano Erick Castillo, o volante Caio Vinícius, o lateral-esquerdo Patric Calmon e o atacante Caio Dantas.
Sua estreia pelo clube aconteceu no dia 17 de janeiro, entrando como titular em uma vitória fora de casa sobre a Jacuipense, pelo Campeonato Baiano. Seu primeiro gol pelo clube aconteceu no dia 10 de fevereiro, em uma vitória em casa sobre o ABC por 3–1, onde também deu uma assistência e foi o destaque da partida, pela Copa do Nordeste. Willian Oliveira se encaixou principalmente após a chegada do treinador Thiago Carpini. Segundo homem de meio-campo, ele marcou cinco gols no Campeonato Brasileiro e virou um dos destaques da equipe do Vitória que se classificou para a Copa Sul-Americana de 2025.

#### 2025
Após realizar a melhor temporada da carreira com a camisa do Vitória, no dia 14 de dezembro de 2024, o clube anunciou a renovação de contrato de Willian Oliveira, válido até o fim de 2025.

## Estatísticas
Atualizadas até 8 de dezembro de 2024

### Clubes
| Equipe            | Temporada         | Campeonato nacional | Campeonato nacional | Campeonato nacional | Copa nacional[a] | Copa nacional[a] | Copa nacional[a] | Competições continentais[b] | Competições continentais[b] | Competições continentais[b] | Outros torneios[c] | Outros torneios[c] | Outros torneios[c] | Total | Total | Total   |
| Equipe            | Temporada         | Jogos               | Gols                | Assist.             | Jogos            | Gols             | Assist.          | Jogos                       | Gols                        | Assist.                     | Jogos              | Gols               | Assist.            | Jogos | Gols  | Assist. |
| ----------------- | ----------------- | ------------------- | ------------------- | ------------------- | ---------------- | ---------------- | ---------------- | --------------------------- | --------------------------- | --------------------------- | ------------------ | ------------------ | ------------------ | ----- | ----- | ------- |
| Fluminense        | 2012              | 0                   | 0                   | 0                   | —                | —                | —                | —                           | —                           | —                           | —                  | —                  | —                  | 0     | 0     | 0       |
| Fluminense        | 2013              | 8                   | 0                   | 0                   | 2                | 0                | 0                | 0                           | 0                           | 0                           | 0                  | 0                  | 0                  | 10    | 0     | 0       |
| Fluminense        | 2014              | 0                   | 0                   | 0                   | 0                | 0                | 0                | —                           | —                           | —                           | 4                  | 0                  | 0                  | 4     | 0     | 0       |
| Fluminense        | 2015              | 0                   | 0                   | 0                   | —                | —                | —                | —                           | —                           | —                           | —                  | —                  | —                  | 0     | 0     | 0       |
| Fluminense        | Total             | 8                   | 0                   | 0                   | 2                | 0                | 0                | 0                           | 0                           | 0                           | 4                  | 0                  | 0                  | 14    | 0     | 0       |
| Sport             | 2014              | 7                   | 0                   | 0                   | 1                | 0                | 0                | 0                           | 0                           | 0                           | —                  | —                  | —                  | 8     | 0     | 0       |
| Sport             | 2015              | 0                   | 0                   | 0                   | 1                | 0                | 0                | —                           | —                           | —                           | 1                  | 0                  | 0                  | 2     | 0     | 0       |
| Sport             | Total             | 7                   | 0                   | 0                   | 2                | 0                | 0                | 0                           | 0                           | 0                           | 1                  | 0                  | 0                  | 10    | 0     | 0       |
| Goiás             | 2016              | 14                  | 0                   | 0                   | —                | —                | —                | —                           | —                           | —                           | 9                  | 0                  | 0                  | 23    | 0     | 0       |
| Goiás             | 2023              | 31                  | 0                   | 0                   | 0                | 0                | 0                | 4                           | 0                           | 0                           | 20                 | 1                  | 1                  | 55    | 1     | 1       |
| Goiás             | Total             | 45                  | 0                   | 0                   | 0                | 0                | 0                | 4                           | 0                           | 0                           | 29                 | 1                  | 1                  | 78    | 1     | 1       |
| Mirassol          | 2017              | —                   | —                   | —                   | —                | —                | —                | —                           | —                           | —                           | 14                 | 1                  | 0                  | 14    | 1     | 0       |
| Mirassol          | Total             | 0                   | 0                   | 0                   | 0                | 0                | 0                | 0                           | 0                           | 0                           | 14                 | 1                  | 0                  | 14    | 1     | 0       |
| América Mineiro   | 2017              | 9                   | 0                   | 0                   | —                | —                | —                | —                           | —                           | —                           | —                  | —                  | —                  | 9     | 0     | 0       |
| América Mineiro   | Total             | 9                   | 0                   | 0                   | 0                | 0                | 0                | 0                           | 0                           | 0                           | 0                  | 0                  | 0                  | 9     | 0     | 0       |
| Botafogo-SP       | 2018              | —                   | —                   | —                   | —                | —                | —                | —                           | —                           | —                           | 8                  | 0                  | 0                  | 8     | 0     | 0       |
| Botafogo-SP       | 2019              | 14                  | 0                   | 0                   | —                | —                | —                | —                           | —                           | —                           | 14                 | 3                  | 0                  | 28    | 3     | 0       |
| Botafogo-SP       | 2020              | —                   | —                   | —                   | —                | —                | —                | —                           | —                           | —                           | 4                  | 0                  | 0                  | 4     | 0     | 0       |
| Botafogo-SP       | Total             | 14                  | 0                   | 0                   | 0                | 0                | 0                | 0                           | 0                           | 0                           | 26                 | 3                  | 0                  | 40    | 3     | 0       |
| Guarani           | 2018              | 25                  | 0                   | 1                   | —                | —                | —                | —                           | —                           | —                           | —                  | —                  | —                  | 25    | 0     | 1       |
| Guarani           | Total             | 25                  | 0                   | 1                   | 0                | 0                | 0                | 0                           | 0                           | 0                           | 0                  | 0                  | 0                  | 25    | 0     | 1       |
| Chapecoense       | 2020              | 36                  | 0                   | 0                   | —                | —                | —                | —                           | —                           | —                           | 3                  | 0                  | 0                  | 39    | 0     | 0       |
| Chapecoense       | Total             | 36                  | 0                   | 0                   | 0                | 0                | 0                | 0                           | 0                           | 0                           | 3                  | 0                  | 0                  | 39    | 0     | 0       |
| Ceará             | 2021              | 6                   | 0                   | 0                   | 1                | 0                | 0                | 4                           | 0                           | 0                           | 12                 | 0                  | 1                  | 23    | 0     | 1       |
| Ceará             | Total             | 6                   | 0                   | 0                   | 1                | 0                | 0                | 4                           | 0                           | 0                           | 12                 | 0                  | 1                  | 23    | 0     | 1       |
| Cruzeiro          | 2022              | 27                  | 2                   | 0                   | 6                | 0                | 0                | —                           | —                           | —                           | 10                 | 0                  | 0                  | 43    | 2     | 0       |
| Cruzeiro          | Total             | 27                  | 2                   | 0                   | 6                | 0                | 0                | 0                           | 0                           | 0                           | 10                 | 0                  | 0                  | 43    | 2     | 0       |
| Vitória           | 2024              | 35                  | 5                   | 1                   | 1                | 0                | 0                | —                           | —                           | —                           | 18                 | 1                  | 1                  | 54    | 6     | 2       |
| Vitória           | 2025              | 0                   | 0                   | 0                   | 0                | 0                | 0                | 0                           | 0                           | 0                           | 0                  | 0                  | 0                  | 0     | 0     | 0       |
| Vitória           | Total             | 35                  | 5                   | 1                   | 1                | 0                | 0                | 0                           | 0                           | 0                           | 18                 | 1                  | 1                  | 54    | 6     | 2       |
| Total na carreira | Total na carreira | 212                 | 7                   | 2                   | 12               | 0                | 0                | 8                           | 0                           | 0                           | 117                | 5                  | 3                  | 349   | 12    | 5       |

- a. ^ Jogos da Copa do Brasil
- b. ^ Jogos da Copa Libertadores da América e da Copa Sul-Americana
- c. ^ Jogos do Campeonato Carioca, Campeonato Pernambucano, Copa do Nordeste, Campeonato Goiano, Copa Verde, Campeonato Paulista, Campeonato Catarinense, Campeonato Cearense, Campeonato Mineiro e Campeonato Baiano

## Títulos
Fluminense
- Campeonato Brasileiro - Série A: 2012

Goiás
- Campeonato Goiano: 2016
- Copa Verde: 2023

América Mineiro
- Campeonato Brasileiro - Série B: 2017

Chapecoense
- Campeonato Catarinense: 2020
- Campeonato Brasileiro - Série B: 2020

Cruzeiro
- Campeonato Brasileiro - Série B: 2022

Vitória
- Campeonato Baiano: 2024